# Lenhovda
Lenhovda is een plaats in de gemeente Uppvidinge in het landschap Småland en de provincie Kronobergs län in Zweden. De plaats heeft 1714 inwoners (2005) en een oppervlakte van 222 hectare.

## Verkeer en vervoer
Bij de plaats lopen de Riksväg 28 en Riksväg 31.

## Geboren
- Inge Ejderstedt (1946), voetballer